# Marie François Sadi Carnot
Marie François Sadi Carnot (Limoges, 11 de agosto de 1837 - Lyon, 25 de junio de 1894), conocido simplemente como Sadi Carnot, fue un político francés, presidente de la Tercera República de Francia de 1887 hasta su asesinato en 1894.

## Biografía

### Primeros años y entrada en la política
Sadi Carnot pertenecía a la famosa familia de los Carnot. Era nieto del célebre matemático y político Lazare Carnot, organizador de la defensa de la Revolución francesa frente a sus enemigos; y sobrino de Nicolas Léonard Sadi Carnot, fundador de la Termodinámica, conocido igualmente como Sadi Carnot y en cuyo honor recibió ese mismo nombre. Su padre, Lazare Hippolyte Carnot, fue un igualmente influyente estadista.
Carnot nació en Limoges en 1837. Como era habitual en la familia, recibió una educación técnica, formándose en la École Polytechnique y en la École des Ponts et Chaussées como ingeniero civil. Tras haber destacado en sus estudios, entró en el cuerpo de ingenieros del estado. El republicanismo de su familia, del que él hacía gala, le valió que en 1870 fuera encargado por el gobierno de defensa nacional de la organización de la resistencia en los departamentos de Eure, Calvados y del Bajo Sena y fue nombrado prefecto del Bajo Sena en enero de 1871. El mes siguiente fue elegido miembro de la Asamblea Nacional por el departamento de Côte-d'Or, iniciando así una fulgurante carrera política. En agosto de 1878 fue nombrado secretario del ministro de obras públicas, y en septiembre de 1880 él mismo fue nombrado ministro de obras públicas. En abril de 1885 pasaría a ser ministro de finanzas, cargo que ostentaría durante las administraciones de Ferry y Freycinet, hasta diciembre de 1886. 

### Presidencia

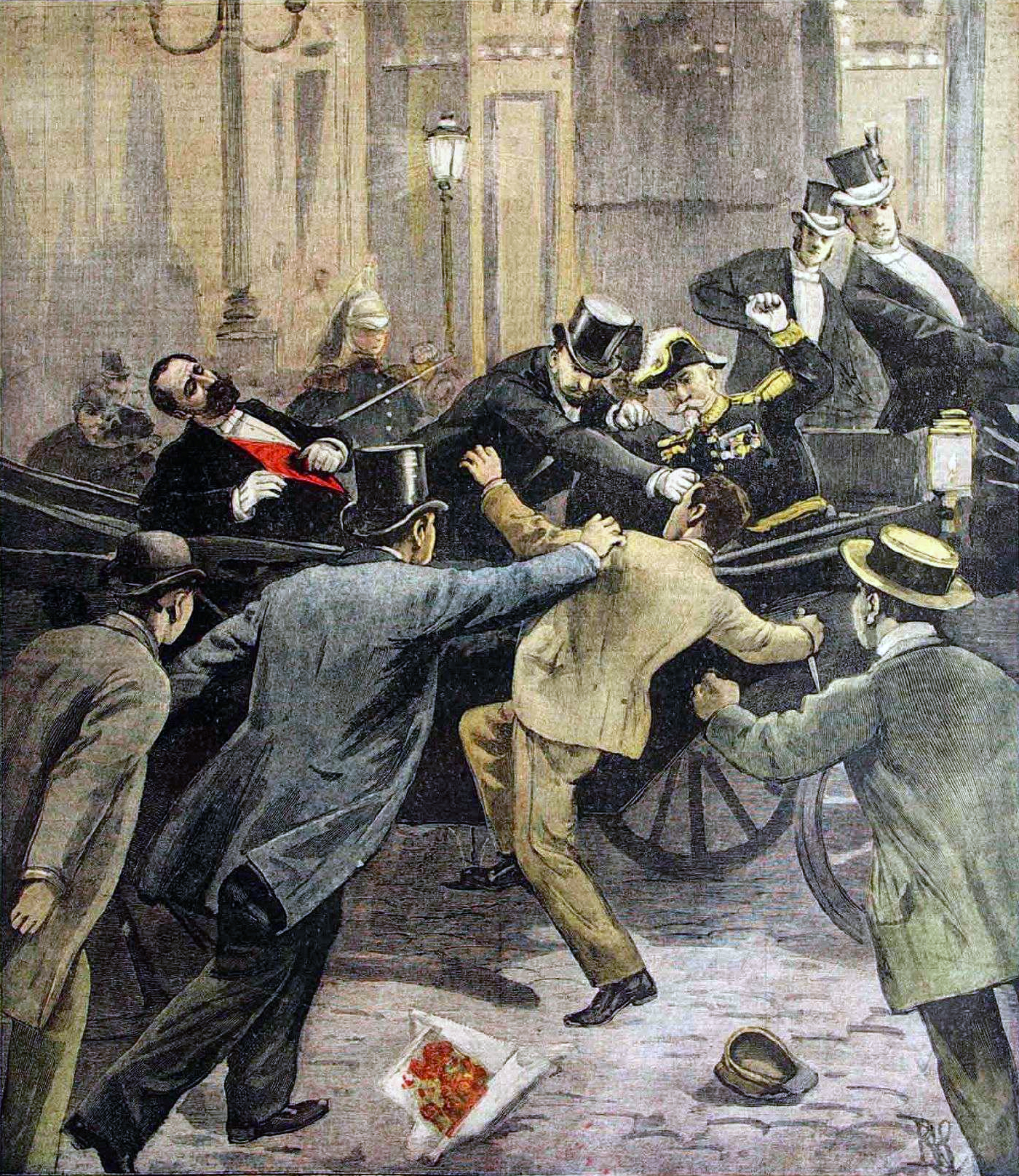
Portada de Le Petit Journal ilustrando el atentado contra Sadi Carnot

Cuando los escándalos de Daniel Wilson provocaron la caída de Jules Grévy en diciembre de 1887, la reputación de integridad y el prestigio familiar de Carnot le valieron la candidatura a Presidente de la República, obteniendo los apoyos clave de Georges Clemenceau y otros que le permitieron ser elegido por 616 de 827 votos en la Asamblea Nacional. Carnot asumió la presidencia en un momento crítico, cuando la república estaba siendo agitada y atacada por el General Boulanger de manera casi pública.
La presidencia de Carnot fue tremendamente popular entre el público. La firme decisión de acabar con la insubordinación y desestabilización a la que Boulanger estaba sometiendo a la república le ayudaron a aumentar su popularidad. Su bien elegida participación en actos públicos, siendo uno de los primeros políticos en emplear las inauguraciones como modo de aumentar su popularidad, le ayudaron a mostrarse como una sólida figura frente a la de Boulanger. Cuando en 1889 este fue finalmente exiliado, Carnot aprovechó las circunstancias para sumarse igualmente los tantos de dos celebraciones públicas especialmente relevantes que ocurrieron ese año: la celebración del centenario de la Revolución francesa y la inauguración de la Exposición Universal de París ese mismo año (en la que se construyó la Torre Eiffel). El éxito de ambas maniobras redundó no solo en su ratificación como uno de los Presidentes más populares de Francia, sino que fue interpretado como un ratificación popular de la República Francesa hasta entonces amenazada. Eso no impidió, empero, que la presidencia de Carnot estuviera marcada por la continua caída de gabinetes de ministros, por el estallido de la acción socialista, el inicio del antisemitismo político que culminaría en el Caso Dreyfus. No obstante, la única crisis seria del momento que Carnot tuvo que abordar fue el Escándalo de Panamá de 1892, que, aunque dañó gravemente el prestigio del estado, incrementó el respeto hacia su cabeza, el propio Carnot, cuya integridad quedó incólume.

### Asesinato

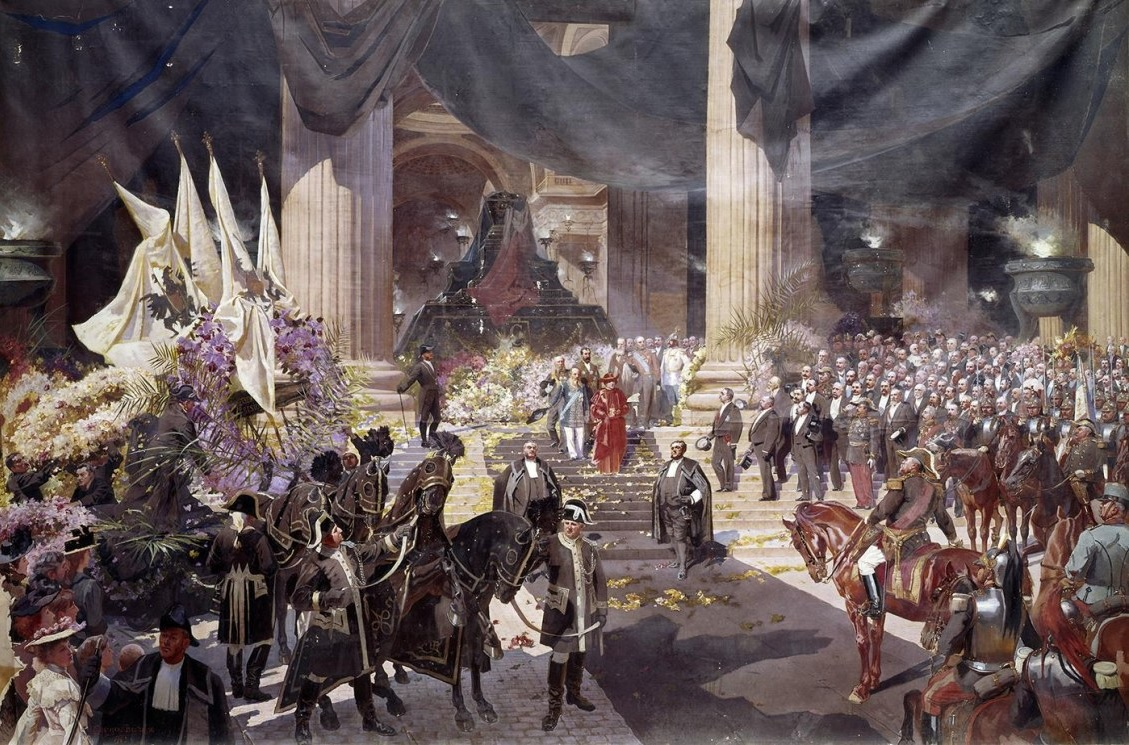
Funerales de Carnot en el Panteón (1894).

Carnot estaba en el cénit de su popularidad cuando, el 24 de junio de 1894, tras haber dado un discurso durante la celebración de un banquete público en Lyon, en el que insinuó que, pese a su popularidad, no se presentaría a la reelección, fue acuchillado por un anarquista italiano llamado Sante Geronimo Caserio el cual, a causa de la supresión violenta que el presidente había ordenado de una huelga local, decidió acabar con su vida. Carnot murió a consecuencia de las heridas poco después de la medianoche del 25 de junio. Su asesinato causó una profunda conmoción en Francia; su prestigio y popularidad hicieron que Carnot fuera honrado con un elaborado funeral público en el Panteón de París, donde fue enterrado.

## Árbol genealógico
|               |               |                      |                      |                      |                      |                          |                      |               |               |                         |                         |                         |                         |                         |                         |                     |                     |                     |                     |                     |                     |  |  |  |  |  |  |  |  |
|               |               |                      |                      |                      |                      |                          |                      |               |               |                         |                         |                         |                         |                         |                         |                     |                     |                     |                     |                     |                     |  |  |  |  |  |  |  |  |
| Joseph Carnot | Joseph Carnot | Joseph Carnot        | Joseph Carnot        | Joseph Carnot        | Joseph Carnot        |                          |                      | Lazare Carnot | Lazare Carnot | Lazare Carnot           | Lazare Carnot           | Lazare Carnot           | Lazare Carnot           |                         |                         | Claude-Marie Carnot | Claude-Marie Carnot | Claude-Marie Carnot | Claude-Marie Carnot | Claude-Marie Carnot | Claude-Marie Carnot |  |  |  |  |  |  |  |  |
| Joseph Carnot | Joseph Carnot | Joseph Carnot        | Joseph Carnot        | Joseph Carnot        | Joseph Carnot        |                          |                      | Lazare Carnot | Lazare Carnot | Lazare Carnot           | Lazare Carnot           | Lazare Carnot           | Lazare Carnot           |                         |                         | Claude-Marie Carnot | Claude-Marie Carnot | Claude-Marie Carnot | Claude-Marie Carnot | Claude-Marie Carnot | Claude-Marie Carnot |  |  |  |  |  |  |  |  |
|               |               |                      |                      |                      |                      |                          |                      |               |               |                         |                         |                         |                         |                         |                         |                     |                     |                     |                     |                     |                     |  |  |  |  |  |  |  |  |
|               |               | Sadi Carnot (físico) | Sadi Carnot (físico) | Sadi Carnot (físico) | Sadi Carnot (físico) | Sadi Carnot (físico)     | Sadi Carnot (físico) |               |               | Lazare Hippolyte Carnot | Lazare Hippolyte Carnot | Lazare Hippolyte Carnot | Lazare Hippolyte Carnot | Lazare Hippolyte Carnot | Lazare Hippolyte Carnot |                     |                     |                     |                     |                     |                     |  |  |  |  |  |  |  |  |
|               |               | Sadi Carnot (físico) | Sadi Carnot (físico) | Sadi Carnot (físico) | Sadi Carnot (físico) | Sadi Carnot (físico)     | Sadi Carnot (físico) |               |               | Lazare Hippolyte Carnot | Lazare Hippolyte Carnot | Lazare Hippolyte Carnot | Lazare Hippolyte Carnot | Lazare Hippolyte Carnot | Lazare Hippolyte Carnot |                     |                     |                     |                     |                     |                     |  |  |  |  |  |  |  |  |
|               |               |                      |                      |                      |                      | Sadi Carnot (Presidente) |                      |               |               |                         |                         |                         |                         |                         |                         |                     |                     |                     |                     |                     |                     |  |  |  |  |  |  |  |  |